# Џералд Стоун
За друга значења, погледајте Стоун.
Џералд Стоун (енгл. Gerald Stone; Сербитон, 1932) британски је филолог-слависта. Аутор „Горњолужичкосрпско-енглеског речника” (2002).
Џералд Стоун је завршио школу словенских и источноевропских студија Лондонског универзитета. Од 1966. до 1971. године предавао је словенске језике на Нотингемском универзитету, од 1971. до 1972. године — у Кембриџском универзитету, од 1972 до 1999. године — Оксфордском универзитету. Постао је радник Хертфордског колеџа Оксфордског универзитета и наставио је истраживање историјске лингвистике словенских језика, посебно кашупског, пољског, руског, словеначког и лужичкосрпског.
Монографије
- (1972)
- (1978)
- (2003)
- (2009)
- (2016)